# 귀부균
귀부균(貴腐菌, 학명: Botrytis cinerea 보트리티스 키네레아[*])은 여러 식물에 기생하는 사물기생성 진균의 일종이다. 주로 포도주용 포도에 기생한다.
1년 내내 습한 환경에서는 식물을 시커멓게 썩히지만(원예 쪽에서는 잿빛곰팡이병의 원인이 된다), 습한 뒤 건조해지는 기후에서는 귀부병(botrytis bunch rot)을 일으켜 디저트 와인의 원료가 된다.

## 기주와 병징

### 기주
귀부균이 일으키는 잿빛곰팡이병은 온대 및 아열대 지방에 서식하는 200종 이상의 쌍자엽식물과 일부 단자엽식물을 가해한다. 이 병에서 밭작물과 온실 작물 모두에 심각한 경제 손실이 일어날 수 있다. 발병 요인인 귀부균/잿빛곰팡이는 성숙하거나 늙은 식물 조직, 수확 전 식물, 또는 묘목에 감염한다. 단백질료작물, 섬유료작물, 유료작물, 원예작물 등 매우 다양한 기주가 이 곰팡이에 감염되어 있다. 이러한 원예작물로는 병아리콩, 상추, 브로콜리, 콩 등의 채소와 포도 및 딸기, 라즈베리, 블랙베리 등의 베리류가 포함되는데, 이들은 잿빛곰팡이에 가장 심각한 피해를 입어 포장이 황폐화된다. 피해를 입는 식물 기관으로는 과일·꽃·잎·저장 기관·눈이 포함된다.

### 병징 및 표징
병징은 식물 기관 및 조직에서 다양하게 나타난다. 귀부균은  연한 과일과 잎에서 무너지고 물에 젖은 듯한 연부 병반(水浸狀斑點)을 만든다. 갈색 병반이 미발달한 과일에서 천천히 만들어진다. 작은 가지는 감염되어 가지마름 증상을 보인다. 꽃에서 발달 중이거나 성숙한 과일을 세우는 듯이 과일이 낙과 및 손상이 일어날 것이다. 병징은 과일이 썩기 시작한 상처 부위에서 육안으로 보인다. 벨벳처럼 보이는 잿빛 덩어리는 식물 조직에 난 분생포자로, 식물병원균의 표징이다. 이 분생포자는 무성포자로 생육기 내내 식물과 주변 기주들을 계속 감염시켜 다환성 병으로 만든다.
식물은 병원균에게 공격받을 때에 국부 병반이 만들어진다. 산화성 파열은 과민 반응(HR)이라고 불리는 과민세포의 사멸을 일으킨다. 이 연부 병징은 과민 반응을 일으켜 집락형성에 도움을 줄 수 있다. 귀부균/잿빛곰팡이는 사물기생균으로 죽은 조직의 병원성이나 병을 유발하는 능력을 이용한다. 감수성이 있는 식물은 과민 반응을 사용하여 잿빛곰팡이로부터 스스로를 보호할 수 없다.

## 포도 재배

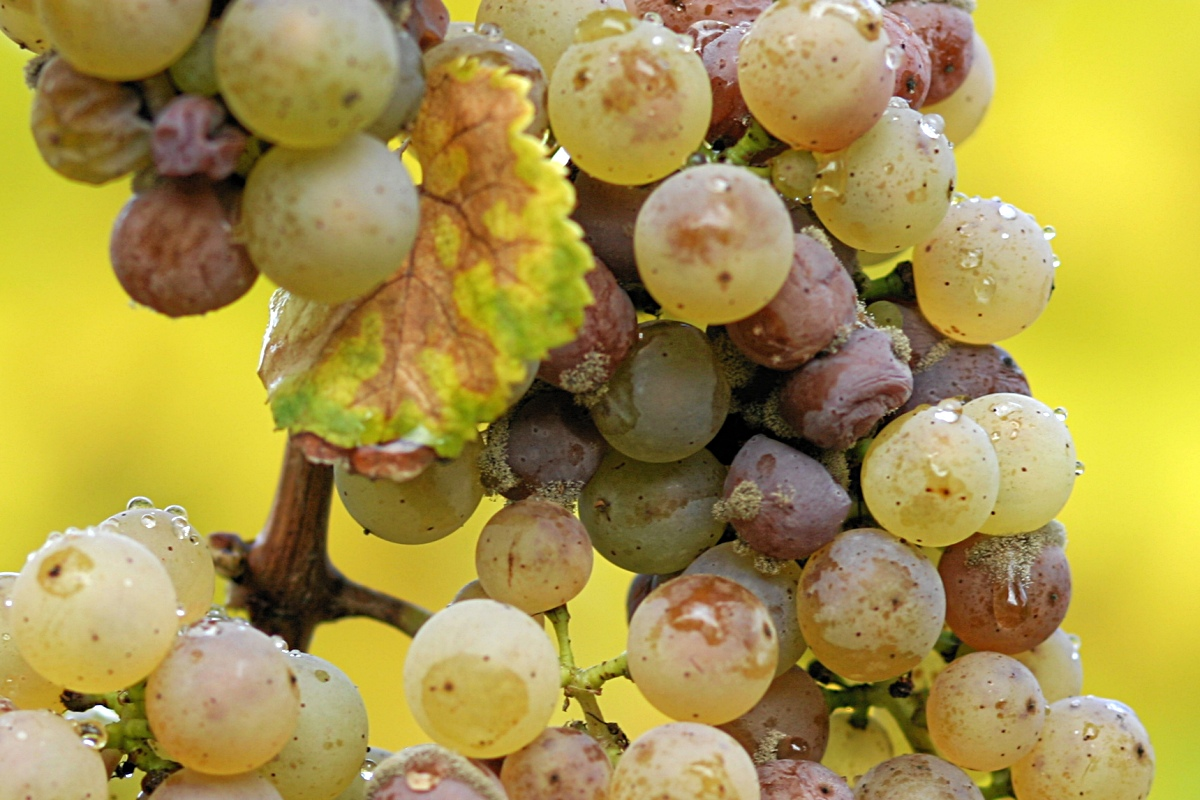
리슬링 포도에 귀부병이 발병한 모습

귀부병 (프랑스어로 '푸리튀르 노블' (pourriture noble)이라 하며, 독일어로는 '이딜파울러' (Edelfäule)라고 한다.)으로 알려진 귀부균의 감염 상태에서는, 귀부균이 포도에서 수분을 제거하여 당분, 과일산, 미네랄과 같은 고형물의 비율이 높아진다. 이로 인해 더욱 짙고 농축된 최종 산물이 탄생하게 된다. 이렇게 만들어진 와인은 종종 인동덩굴 향이 나고 입 안에서 쓴 맛이 난다고 한다.
자연에서 처음 발생한 독특한 발효 과정은 지질, 기후, 특정 날씨의 조합으로 인해 유익한 곰팡이가 특정 균형을 이루게 하는 반면, 수확용 포도를 충분히 그대로 두게 했다. 샤토 디켐(Chateau d'Yquem)은 소테른의 유일한 프리미에 크뤼 쉬페리외르 (Premier Cru Supérieur Sauternes)으로, 이는 포도밭이 귀부병에 크게 감수성이기 때문이다.
귀부병은 와인 제조 동안 와인 발효 과정의 처리를 어렵게 한다. 귀부균은 효모를 죽이는 항균성 화합물을 만들며 종종 와인이 충분한 양의 알코올을 축적하기 전에 발효가 중단되는 결과로 이어진다.
귀부병은 와인 업계에 큰 피해를 가져다 주는 귀부균이 일으키는 포도의 또 다른 상태이다. 결과((結果)에서는 항상 존재하지만, 귀부병 감염을 일으키기 위해서는 상처가 필요하다. 상처는 곤충·바람·우발적인 손상 등에서 일어난다. 귀부병을 방제하는 데 시중에 유통되는 많은 수의 살균제가 있다. 보통 이러한 살균제는 포도의 개화, 송이 폐쇄, 그리고 숙성(가장 중요한 것은 개화 시에 도포하는 것이다.) 시에 도포해야 한다. 일부 와인 제조업체는 독일식 발효법을 사용하는 것으로 알려져 있으며, 포도에 5%의 귀부율을 유지하는 것을 선호하고 보통 포도를 평소보다 일주일 더 오래 보관한다.

## 원예
잿빛곰팡이는 많은 수의 기타 식물에 피해를 준다.

### 딸기
구근 작물과 딸기의 열매에 있어 경제적으로 중요하다. 포도와는 달리 피해를 입은 딸기는 먹을 수가 없어 버려진다. 딸기 포장에서의 감염을 최소화하기 위해서는 열매 주위를 잘 환기시키는 것이 잎과 열매 사이에 습기가 갇히는 것을 방지하는 데 중요하다. 많은 수의 세균들이 통제된 연구에서 잿빛곰팡이에 자연 길항균으로 작용하는 것이 입증되었다.

### 기타 식물

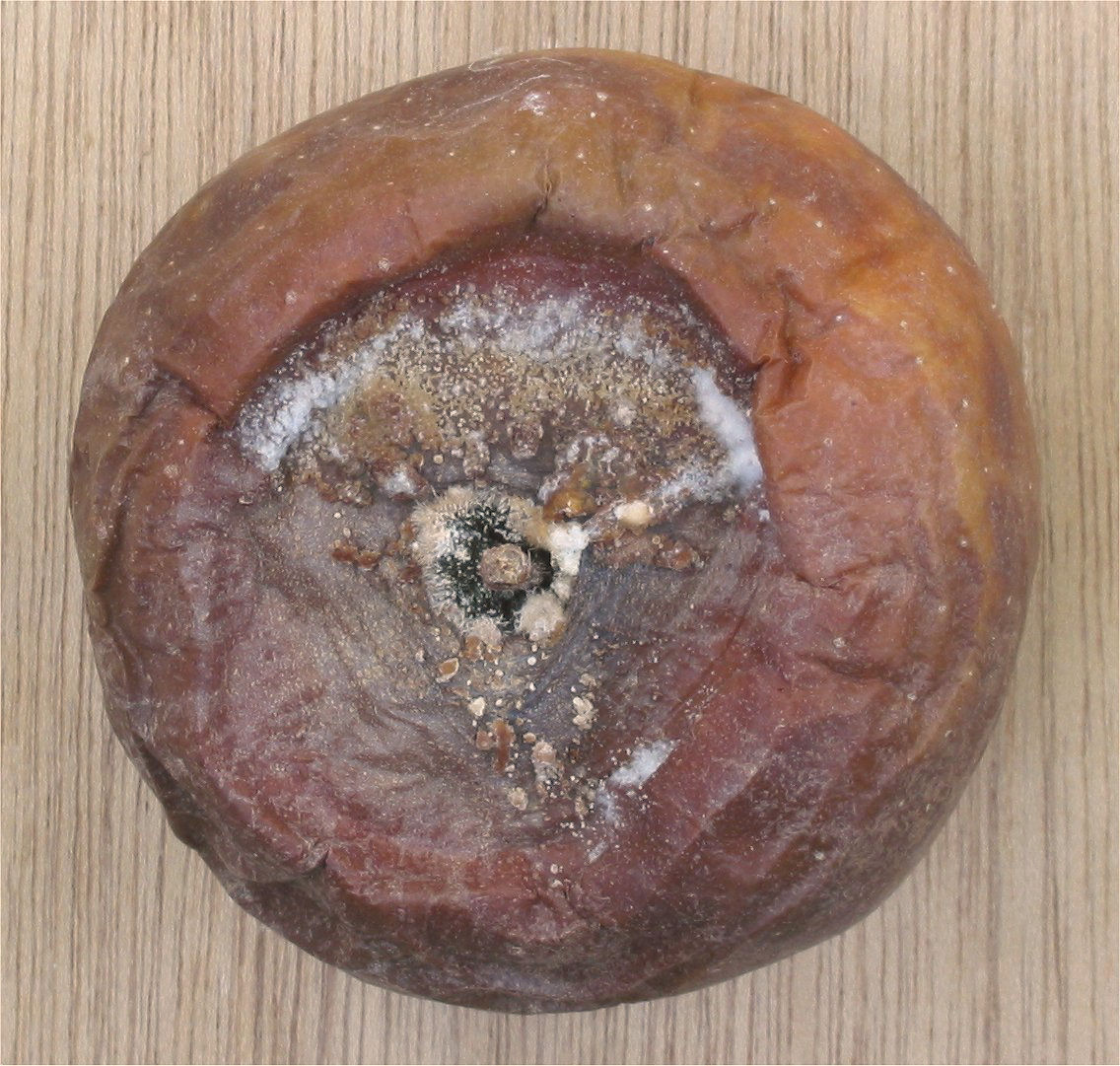
벨 데 보스콥 품종의 사과에 핀 잿빛곰팡이

온실 및 원예 작물의 경우 잿빛곰팡이(귀부균)은 토마토에 상당한 피해를 일으키는 것으로 알려져 있다.
대황, 설강화, 하얀메도우폼, 미서부솔송나무, 미송, 대마초, 및 양상추도 감염된다. 잿빛곰팡이병에 대한 UV-C 치료를 2017년 Vàsquez et al.이 조사한 것에 따르면 페닐알라닌 암모니아리아제의 활성과 페놀의 생산을 증가시킨다는 것을 발견했다. 이것은 결국 양상추의 식물병 감수성을 감소시킨다.

## 같이 보기
- 귀부병